# غولدن غروشن
الغولدن غروشن أو الغولدنر كان عملة معدنية فضيةً سُكّت لأول مرة بأعداد صغيرة في دار سك العملة بمدينة تيرول عام 1486، ثُمّ أُدخلت إلى دوقية ساكسونيا عام 1500، وظلت متداولة خلال أواخر القرن الخامس عشر الميلادي وأوائل القرن السادس عشر الميلادي قبل أن تُستبدل بالتالر الإمبراطوري. اكتسبت عملة الغولدن غروشن أو الغولدنر اسمها من قيمتها النقدية، والتي كانت تكافئ قيمة الغولدن الذهبي الذي كان يحتوي على 60 كرويزر.

## التاريخ

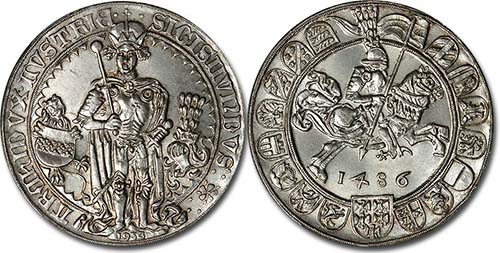
عملة غولدن غروشن صادرة في عام 1486

أصدر الدوق النمساوي سيغيسموند في أواخر السبعينيات وأوائل الثمانينيات من القرن الخامس عشر الميلادي مراسيم أصلح من خلالها الوضع المتردي للعملات المتداولة في منطقته، وذلك بتحسين نقاء الفضة إلى مستوى لم يُشهد له مثيل منذ قرون، إذ وصلت نسبة نقاؤها 0.937، واستحدث فئات نقدية أكبر من عملة الغروشن التي كانت متداولة ومُستخدمة بالفعل في البلاد، وكانت قيمتها تتراوح ما بين قيمة 4-6 كرويزر، وإن كانت منخفضة القيمة نسبيًا.
وفي عام 1484، صدرت أعداد صغيرة من العملات من فئة نصف غولدن غروشين، والتي كانت قيمة الواحدة منها تُعادل 30 كرويزر. وكانت هذه نقلة نوعية في فئات العملات، بدءًا من القطع الصغيرة، وتجاوزت حتى عملات التستون الإيطالية الكبيرة، والتي كانت تُعتبر أثقل العملات المُستخدمة وزنًا. وأخيرًا، في عام 1486، طُرحت للتداول عملة الغولدن غروشن كاملة الحجم، والتي تُعادل قيمتها 60 كرويزر، وسرعان ما اشتهرت العُملة باسم الغولدنر، ثُم عُرفت هذه العملات أيضًا لفترة طويلة بعد ذلك باسم الأونشالز، نظرًا لأن وزنها الفعلي كان يقارب وزن أونصة واحدة من الفضة. ومع توافر كميات كبيرة من الفضة، بدأت ولايات أخرى بإصدار عملات غولدنر خاصة بها. وكانت مدينة برن، في سويسرا الحالية، من أوائل المدن التي حذت حذو مقاطعة تيرول وقامت بإصدار عملة غولدنر خاصة بها عام 1493. وفي عام 1500، قامت دار سك عملات منطقة ساكسونيا في أنابيرغ بسكّ الغولدنر الخاص بها، ورحّبت اقتصادات أوروبا الوسطى بهذه العملات الجديدة الكبيرة.

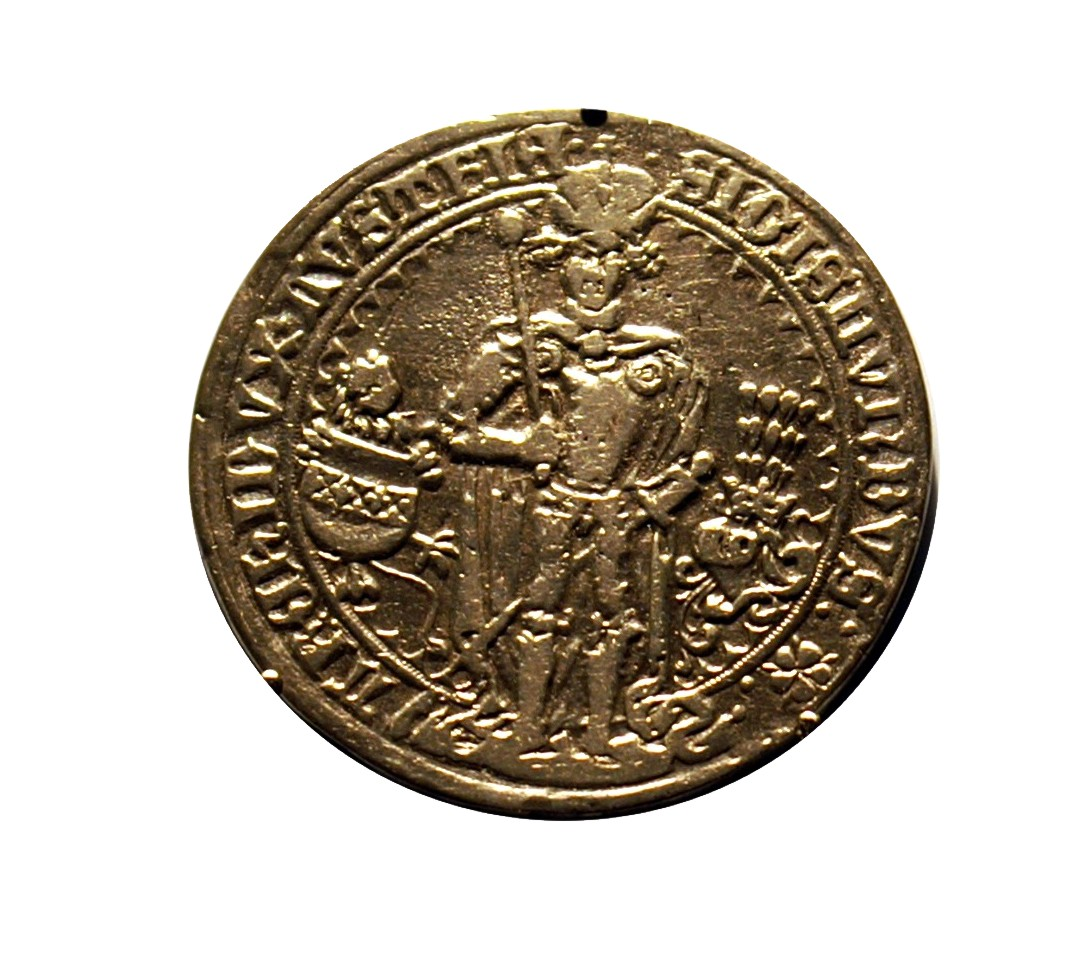
غولدن غروشن

كان الغولدن غروشن التيرولي الأصلي مُصممًا بحيث يُعادل وزن المارك التيرولي الواحد وزن ثماني عملات غولدن غروشن معدنية مسكوكة من الفضة الخالصة. كان المارك التيرولي وحدة وزن نقدية قياسية شائعة الاستخدام في منطقة تيرول فقط، بينما كانت معظم أوروبا تستخدم مارك كولونيا كوحدة أوزان وكوحدة نقدية قياسية. حدث التطور قبل الأخير للغولدن غروشن في عام 1518 عندما قامت دار يواخيمستال لسك العملة في منطقة بوهيميا الخاضعة لحكم الياجيلون بتغيير وزن عملة الغولدن غروشن قليلاً من 31.93 غرامًا إلى 29.23 غرامًا. وبالتالي؛ أصبحت كلّ تسعة غولدنرات فضية تُعادل في وزنها وزن مارك كولونيا واحد، بدلاً من أن يُعادل وزن المارك الكولوني الواحد وزن ثمانية عملات من الغولدن غروشن التيرولي. عُرفت هذه العملة الجديدة باسم غولدينر يواخيمستال، وعلى غرار الغولدينغروشين الذي أصبح يُعرف اختصارًا باسم الغولدنر، أصبح غولدن يواخيمستال يُعرف على سبيل الاختصار باسم التالر. حققت هذه العملة الجديدة نجاحًا فوريًا، وكانت الجد الأكبر للعديد من العملات الأخرى ذات الوزن المماثل مثل الدالر والدولار والتولار والتالرو، إلخ.
حددت لائحة الرايخسموندونغ لعام 1524 عملة الغولدن غروشن كوحدة نقدية قياسية للإمبراطورية الرومانية المقدسة تُعادل قيمتها ثُمن (1⁄8) قيمة مارك كولونيا من الفضة، عيار ١٥/١٦ - وبالتالي، بلغ وزن الغولدن غروشن الواحد 27.405 غرامًا من الفضة النقية، وقُدّرت قيمته بما يُعادل 60 كرويزر في عام 1524، ثُم أصبحت قيمته تُساوي قيمة 72 كرويزر بعد عام 1555. توقف إصدار عملة الغولدن غروشن الإمبراطورية عام 1566، واستُبدلت بالتالر الإمبراطوري الذي كان يحتوى على كمية أقل من الفضة (25.984 غرامًا)، على الرغم من أن قيمته كانت تُعادل أيضًا قيمة 72 كرويزر.

عملة تذكارية بمناسبة مرور 700 عام على تأسيس بلدية تيرول

استُخدم الغولدن غروشن كعنصر رئيسي في إصدار العديد من العملات المعدنية والميداليات التذكارية المُخصصة لهواة جمع العملات. وتعد عملة مدينة تيرول التذكارية النمساوية من أحدث هذه العملات، فقد سُكَّت في 29 يناير (كانون الثاني) 2003 في مدينة تيرول بالنمسا إحياءًا لذكرى مرور 700 عام على تأسيسها. يحتوي تصميم العملة قالبًا معدنيًا، كإشارة إلى تاريخ مدينة تيرول كمركز مهم لسك العملات المعدنية، كما يظهر على الوجه الخلفي للعملة عملة الغولدنر الفضية.